# نادي الهلال الساحلي
نادي الهلال الساحلي، هو نادي كرة قدم يمني مقره الحديدة، اليمن. تأسس عام 1971.

## الألقاب والإنجازات
دوري الدرجة الأولى اليمني
- البطل (2): 2007-08، 2008-09.[2]

كأس رئيس الجمهورية
- البطل (2): 2005، 2008.[2]